# Nedjalko Jordanow

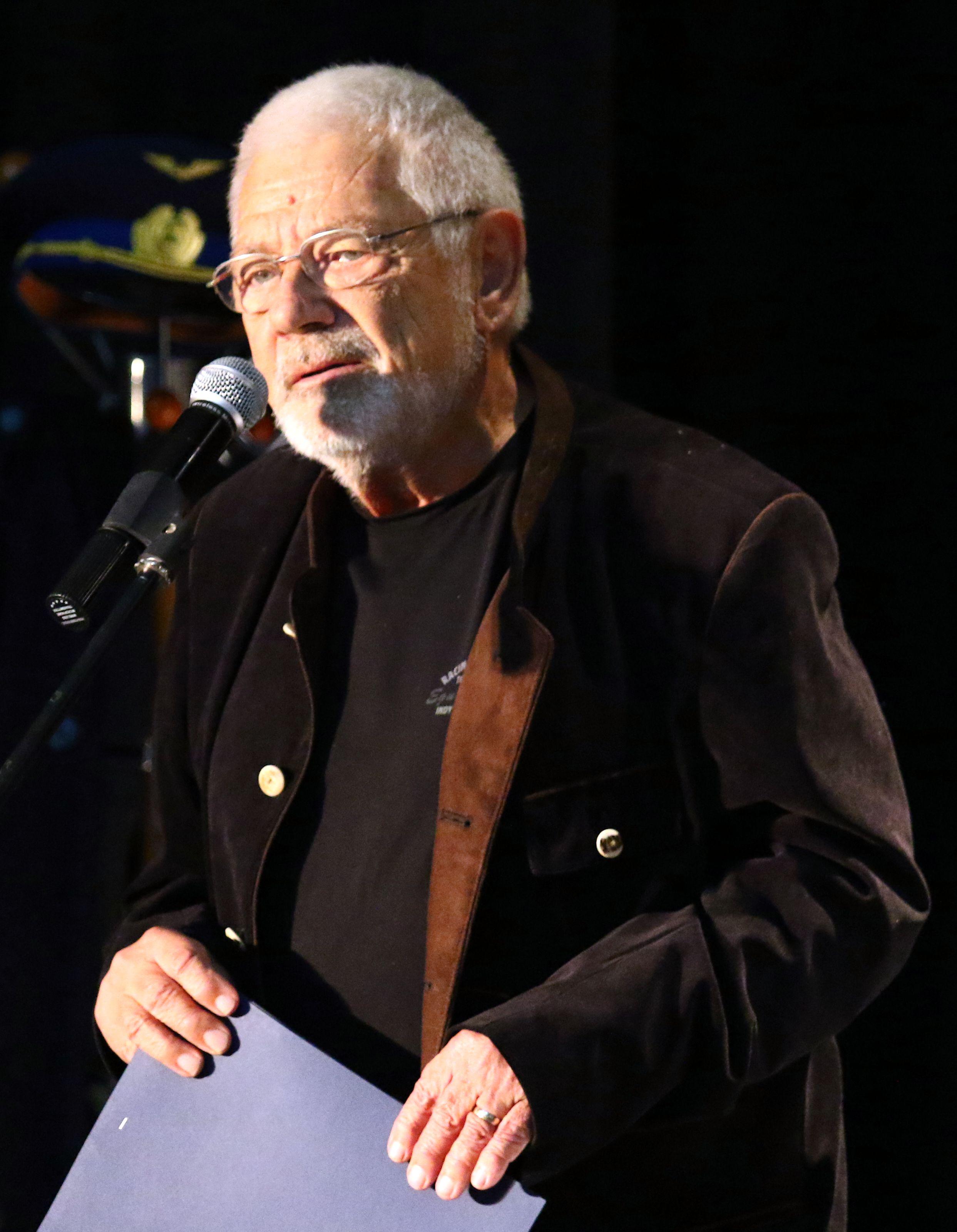

Nedjalko Assenow Jordanow (auch Nedyalko Asenov Yordanov, oder Nedialko Asenov Yordanov geschrieben, bulgarisch Недялко Асенов Йорданов; * 18. Januar 1940 in Burgas, Bulgarien) ist ein bulgarischer Schriftsteller, Dichter, Dramaturg, Regisseur und Übersetzer. Jordanow war gut mit dem türkisch-bulgarischen Dichter Recep Küpçü befreundet und übersetzte ein Teil seiner Werke ins Bulgarische.

## Leben
Jordanow schloss das Gymnasium in seiner Heimatstadt und 1962 sein Studium der bulgarischen Philologie an der Sofioter Universität St.-Kliment-Ohridski ab. Im darauffolgenden Jahr war er als Literaturlehrer in Malko Tarnowo tätig. Zwischen 1963 und 1983 war Jordanow Dramaturg des Andriana Budewska-Theaters in Burgas und ab 1983 bis 1990 dessen Direktor. Daneben war Jordanow zwischen 1980 und 1988 Chefredakteur der Zeitschrift More (bulg. Море, zu dt. Meer). Zwischen 1990 und 1999 war er Dramaturg und Regisseur des Theaters Wasraschdane in der bulgarischen Hauptstadt Sofia.

## Werke (Auszug)
- „Alles werden wir empfinden“ („Всичко ще изпитаме“) – 1963
- „Ein Kind spricht mit seinem Vater“ („Едно дете говори с баща си“) – 1964
- „Wenn wir Väter werden“ („Когато ставаме бащи“) – 1965
- „Wir glauben an Störche nicht“ („Ние не вярваме в щъркели“) – 1968
- „Und jedoch LIebe“ („И все пак любов“) – 1968
- „Wir sind fünfundzwanzig Jahre alt“ („Ние сме на двадесет и пет години“) – 1969
- „Prinzipienfrage“ („Въпрос на принцип“) – 1972
- „Lyrik“ („Лирика“) – 1973
- „Das Motoped“ („Мотопедът“) – 1973
- „Wir altern langsam“ („Остаряваме бавно“) – 1990
- „Alter nicht, Liebe“ („Не остарявай любов“) – 1991

## Auszeichnungen
- Ehrenbürger der Stadt Burgas (1998)[2]
- Orden „Stara Planina“ (2009)[3]